# Nguyễn Bá Quyền
Nguyễn Bá Quyền (ur. 2001) – wietnamski zapaśnik walczący w stylu klasycznym. Złoty medalista mistrzostw Azji Południowo-Wschodniej w 2022 roku.